# Inning am Holz
Inning am Holz är en kommun och ort i Landkreis Erding i Regierungsbezirk Oberbayern i förbundslandet Bayern i Tyskland.
Kommunen ingår i förvaltningsgemenskapen Steinkirchen tillsammans med kommunerna Hohenpolding, Kirchberg och Steinkirchen.